# Kierkielewszczyzna
Kierkielewszczyzna – kolonia wsi Kruglany w Polsce, położona w województwie podlaskim, w powiecie sokólskim, w gminie Kuźnica.
W latach 1975–1998 kolonia administracyjnie należała do województwa białostockiego.